# فرودگاه کیسومو
فرودگاه کیسومو (به انگلیسی: Kisumu Airport) یک فرودگاه غیرنظامی با کد یاتا KIS است که یک باند فرود آسفالت دارد و طول باند آن ۱۹۸۵ متر است. این فرودگاه در شهر کیسومو کشور کنیا قرار دارد و در ارتفاع ۱۱۵۷ متری از سطح دریا واقع شده است.

## شرکت‌های هواپیمایی و مقصدهای پروازی
| شرکت‌های هواپیمایی       | مقصدهای پروازی           |
| ----------------------- | ------------------------ |
| East African Safari Air | جومو کنیاتا              |
| Fly540                  | جومو کنیاتا فصلی: الدورت |
| Jambo Jet               | جومو کنیاتا              |
| کنیا ایرویز             | جومو کنیاتا              |